# عقل مذنب
«مينس ريا» هي كلمة لاتينية معناها الحرفي «العقل المذنب» أي النية الجنائية، وتعد من العناصر المهمة المكونة للجريمة.  ويعبر عن الاختبار العام القياسي في تحديد المسئولية القانوني من خلال مقولة لاتينية «الفعل لا يجعل من شخص مذنبًا إلا إذا كان عقله مذنبًا أيضًا». ففي خلال مدة الملاحقة القانونية في التشريعات القانونية، لابد أن يصاحب الفعل الجرمي (الفعل المذنب) بعض مستويات النية الجنائية لتكون هناك جريمة، حيث يتم اتهام المتهم (انظر شروط تقنية في التزامن (القانون). وفقًا للقاعدة العامة، لا تقع المسؤولية الجنائية على المتهم الذي فعل الجرم بغياب نية الاقتراف. 
في القانون المدني، ليس من الضروري إثبات عنصر النية المحتملة لفرض المسئولية القانونية في نقض العقد أو انتهاك حق على سبيل المثال، ولكن إذا انتهك الحق أو نقض العقد قصدًا، فهذا النية تفسح مجالًا للمسئولية القانونية وأيضًا تحسب الخسائر الواجب دفعها للمدعي.
لذا، يشير «مينس ريا» إلى العنصر العقلي في الجريمة، والذي يصاحب «أكتيس ريس». وفي بعض التشريعات القانونية، تم استبدال هذين المصطلحين اللاتينين بالمصطلحات أخرى. وعلى سبيل المثال، في أستراليا تم الآن إشارة العناصر الفدرالية للجرائم ب«عناصر الذنب» (مينس ريا) و«عناصر مادية» (أكتيس ريا). وتم تبني هذا الاستخدام السهل والدقيق لإزالة عدم وضوح هذين المصطلحين اللاتينين. 

## مستويات مينس ريا
وفقًا للقانون العام المتعارف عليه، يعتمد سواء إثبات الإدانة أو براءة المتهم على ما إذا ارتكب الجريمة (أكتيس ريس) وما إذا نوى على ارتكابها (مينس ريا). ولكن قامت معظم قوانين العقوبات الحديثة على إنشاء مستويات خاصة بمينس ريا (النية الجنائية) تسمي ب«حالات الإدانة» (modes of culpability) الذي يعتمد على العناصر المحيطة بالجريمة: الفعل، والظروف، والنتيجة. أو كما يعبر عنها قانون العقوبات: الفعل، والحاضر (المتهم)، والظروف، والنتيجة. ولذا يرتكز تعريف الجريمة على هذه العناصر فقط عوضًا عن اللغة المزخرفة لمينس ريا.
- جريمة القتل هو عبارة عن قتل غير مشروع للإنسان بنية شريرة مسبقة.

- قانون رقم 18U.S.C. §1111 (القانون العام الأساسي)
- بالنية والدراية، تم تسبب بمقتل الضحية.

-قانون تكساس رقم 02 .19§  19 (عنصر الجريمة الحديث)
التعريفات المتعارف عليها والحديثة للقانون العام تصف الجريمة من زوايا مختلفة. 
أما طريقة القانون العام المتعارف عليها يعرف الجريمة على نحو التالي:
أكتيس ريس: قتل غير مشروع للإنسان.
مينس ريا: نية شرير مسبقة.
يعرف القانون العام الحديث الجريمة بطريقة مختلفة. فجريمة القتل عباره عن جريمة «مترتبة عليها العواقب» لا تشمل عليها «نية مقصودة» أو «دراية» نتج عنها مقتل الضحية. ويقصد «بالنية المقصودة» في هذا الإطار أن الجاني كان لديه «هدف» أو «رغبة» بحيث تحقق هذا الهدف (بالمعنى هذا الهدف عبارة عن مقتل إنسان آخر). وأما «دراية» يقصد بها بأن الجاني كان على علم أو بالأحرى كان متأكدًا بأن فقدان حياة الضحية هي نتيجة محتمة. 
آكتيس ريس: التصرف الناتج عنه مقتل إنسان آخر، وأما مينس ريا: النية أو الدراية التي نتح عنها جريمة القتل. وفي الرؤية الحديثة، فإن الظروف المصاحبة عادة تحل محل المفهوم التقليدي لمينس ريا، مما يدل على مستوى الذنب، فضلًا عن ظروف أخرى. وعلى سبيل المثال، فإن جريمة سرقة ممتلكات حكومية تشمل ظرفًا مصاحبًا بأن العقار ملكًا للحكومة.